# Dinastia Burji
A Dinastia Burji (em árabe: المماليك البرجية) foi uma dinastia mameluca de origem circassiana que governou o Egito de 1382 até 1517, suplantando a dinastia Bahri. Ela se mostrou especialmente turbulenta, com diversos sultões reinando por breves períodos de tempo. Estratagemas políticos se tornaram fatores importantes para a escolha do novo sultão. Neste período, o Sultanato Mameluco do Cairo enfrentou Timur e derrotou o Chipre, porém as constantes intrigas incentivaram os turcos otomanos a desafiá-los, o que levou à derrocada da dinastia pelas mãos de Selim I.
O nome da dinastia significa "da torre", uma referência à sede do governo burjida, a cidadela do Cairo.

## História

Região do Mediterrâneo por volta de 1389

A partir de 1250, o Egito passou a ser governado por uma dinastia mameluca de origem turca de etnia quipchaco, os bahri. Em 1377, uma revolta irrompeu na Síria e se espalhou para o Egito, culminando num golpe de estado perpetrado pelos circassianos Baraca e Barcuque, que foi proclamado sultão. Ele foi brevemente deposto em 1389, mas recuperou o poder definitivamente em 1390, fundando a dinastia Burji.
Barcuque conquistou um inimigo em Tamerlão após assassinar um de seus enviados. O cã ameaçou invadir a Síria, o que não aconteceu por conta da morte de Barcuque em 1399. Bajazeto I, dos otomanos, se aproveitou e invadiu a região, mas acabou entrando em conflito com Tamerlão, que tomou Alepo e outras cidades em 1400. A região só foi recuperada pelo sultão Faraje quando Tamerlão morreu em 1405, o que não encerrou o ciclo de revoltas dos emires da Síria, que acabaram forçando o sultão a abdicar em 1412.
Em 1421, o Egito foi atacado pelo Reino de Chipre e, ainda que os mamelucos não tenham conseguido tomar a ilha, eles forçaram os cipriotas a reconhecer a soberania do sultão Barsbai. Durante o seu reinado, a população do Egito se reduziu drasticamente em relação a uns poucos séculos antes, com apenas um quinto do número de cidades. Ainda assim, o sultão efetuou frequentes raides na Ásia Menor até a sua morte em 1438.
Ceifadim Inal subiu ao trono em 1453 e manteve relações amistosas com o poderoso Império Otomano, que acabara de tomar Constantinopla no início do mesmo ano. Porém, sob o reinado de Coscadã, que subiu ao trono em 1463, o poder do Sultanato começou a ratear, alternando sultões egípcios e otomanos até que o Egito terminou totalmente incorporado pelo Império Otomano. Coscadã quanto Maomé II, o Conquistador apoiavam candidatos distintos ao Beilhique da Caramânia e, em 1467, o sultão Caite Bei insultou o sultão otomano Bajazeto II, cujo irmão fora assassinado enquanto estava na corte de Caite. O sultão otomano então tomou Adana, Tarso e outras possessões mamelucas, mas terminou derrotado por Caite. O vitorioso sultão mameluco tentou também ajudar os muçulmanos de Alandalus ameaçando os cristãos da Síria, mas sem sucesso. Ele morreu em 1496 deixando um pesado de débito de centenas de milhares de ducados com as famílias venezianas.
Em 1515, irrompeu a guerra final contra o sultão otomano Selim I que levou à incorporação do Egito e suas dependências ao Império Otomano. O sultão mameluco Cansu foi acusado por Selim de dar passagem para os enviados do persa safávida Ismail I pela Síria que se dirigiam a Veneza para formar uma confederação contra os turcos e também de abrigar vários refugiados. Na Batalha de Marje Debique em 24 de agosto de 1515, Cansu foi morto, num combate onde a cavalaria mameluca não se mostrou capaz de enfrentar a artilharia turca e os janízaros. A Síria passou então para as mãos otomanas, o que foi comemorado pela população local que enxergava os otomanos como libertadores do jugo mameluco.
Em 1517, os turcos otomanos liderados por Selim I derrotaram novamente os mamelucos e capturaram Cairo em 20 de janeiro. O centro do poder na região mudou para Constantinopla. Porém, os otomanos mantiveram os mamelucos como a elite egípcia, com a família dos burjidas conseguindo manter muito de sua influência, mas sempre como vassalos dos otomanos.